# Université d'État de Frostburg
Pour les articles homonymes, voir FSU.
L'université d'État de Frostburg (en anglais : Frostburg State University ou FSU) est une université américaine située à Frostburg dans le Maryland.

## Source
- (en) Cet article est partiellement ou en totalité issu de l’article de Wikipédia en anglais intitulé « Frostburg State University » (voir la liste des auteurs).